# Neohalcampa
Neohalcampa is een geslacht van zeeanemonen uit de klasse van de Anthozoa (bloemdieren).

## Soort
- Neohalcampa sheikoi Sanamyan, 2001